# سانتاندره‌آ آپوستولو دلو یونیو
سانتاندره‌آ آپوستولو دلو یونیو (به ایتالیایی: Sant'Andrea Apostolo dello Ionio) یک کومونه در ایتالیا است که در استان کاتانزارو واقع شده‌است. سانتاندره‌آ آپوستولو دلو یونیو ۲۰ کیلومتر مربع مساحت و ۲٬۰۲۰ نفر جمعیت دارد و ۳۱۲ متر بالاتر از سطح دریا واقع شده‌است.

## خواهرخوانده
شهر آنتی سنت آندره خواهرخواندهٔ سانتاندره‌آ آپوستولو دلو یونیو هست.